# Comnar fimbriata
Comnar fimbriata är en insektsart som först beskrevs av Walker 1858.  Comnar fimbriata ingår i släktet Comnar och familjen Flatidae. Inga underarter finns listade i Catalogue of Life.